# ベラ・バラバシ
ベラ・バラバシ（Béla Bollobás, 1943年8月3日 - ）はハンガリー生まれの英国人数学者。専門は函数解析学、組合せ論、グラフ理論、パーコレーション理論。

## 生涯
ハンガリー国内の大学等を経てイギリスに渡り、ケンブリッジ大学とメンフィス大学で教鞭をとった。14歳でポール・エルデシュと出会い大きな影響を受け、19歳のとき初めての論文をエルデシュとの共著で書く。トリニティ・カレッジで書いた博士論文は函数解析・バナッハ代数を取り扱った。しかしその後は函数解析にとどまらず極値組合せ論やランダムグラフ、パーコレーション等々の分野で生涯で350本以上の論文を執筆した。
論文だけでなく、当時の東欧で盛んに研究されていた極値組合せ論について体系立ててまとめた本も執筆、当該分野における古典的書籍となった。他にもランダムグラフ、パーコレーションについてなど編著作は10本以上。2011年王立協会フェロー選出。
なお「新ネットワーク思考」を著したアルバート＝ラズロ・バラバシとは別人である。

## 著作
- Extermal Graph Theory (Dover publications) http://store.doverpublications.com/0486435962.html
- Modern Graph Theory (Springer, GTM) http://www.springer.com/book/978-0-387-98488-9